# Прапор Новосибірської області

Прапор Новосибірської області

Прапор Новосибірської області є символом Новосибірської області. Прийнято 25 липня 2003 року. 

## Опис
Прапор Новосибірської області являє собою прямокутне полотнище, на якім зображено п'ять разновеликих смуг червоного, білого, синього, білого, зеленого кольорів (від флагштока (ратища) на лицьовому і зворотному боках, або зліва направо, якщо прапор розміщається в розгорнутому виді). 
Між червоною й зеленою смугами зображено два чорні соболі, що тримають жовтий коровай із сільничкою. Під ними білі й синю смуги перетинає горизонтальний вузький пояс, чорний на білих смугах і білий на синьої.
- Співвідношення ширини смуг до довжини прапора становить відповідно 5:3:2:3:5
- Відношення ширини прапора до довжини - 2:3
- Співвідношення ширини пояса до ширини прапора становить 1:80